# Кобів Йосип Устимович
Йосип Устимович Кобів (10 січня 1910, Львів — 22 листопада 2001, там само) — український філолог-класик, професор Львівського національного університету імені Івана Франка, член Національної спілки письменників України (1992), дійсний член Наукового товариства ім. Тараса Шевченка (1993).
Лауреат премії імені Максима Рильського за переклади «Порівняльних життєписів» Плутарха та Платонового діалогу «Федон» (1993).

## Біографія
Народився у Львові. Закінчив Львівський університет (1934), де залишився викладати. Редактор наукового збірника «Питання класичної філології» (1959—1973), в якому друкувалися праці відомих філологів-класиків Й. Тронського, О. Лосєва, В. Ярхо, А. Тахо-Годі, А. Урушадзе.
У 1973 «за підозрою у націоналістичних поглядах» був недопущений до захисту докторської дисертації і звільнений з роботи. У 1991 році після відновлення державної незалежності України
Йосипа Кобова було поновлено на роботі в Університеті, де він працював до виходу на пенсію в 1996 році.
1992 року Йосипа Кобова обрали дійсним членом Наукового товариства ім. Т. Шевченка, а 1993 року Йосипові Кобову надано вчене звання професора кафедри класичної філології. У тому ж 1993 році Йосипа Кобова відзначено премією імені Максима Рильського за переклади «Порівняльних життєписів» Плутарха та Платонового діалогу «Федон».
Син Юрій Кобів, доктор біологічних наук.

## Перекладацький доробок
Автор п'ятдесяти перекладів творів мислителів і письменників Античності та Відродження, серед яких: «Поетика» Аристотеля (співавт. Ю. Цимбалюк), діалоги Платона, «Сатирикон» Петронія, «Листи темних людей» Ульріха фон Гуттена, «Метаморфози, або Золотий осел» Апулея (співавт. Ю. Цимбалюк), «Утопія» Томаса Мора, «Домашні бесіди» Еразма Роттердамського.

### Окремі книжки
У серії «Вершини світового письменства», у співавторстві з Юрієм Цимбалюком, видано збірку античних новел «Дамоклів меч» (1984), в якій вміщено твори Геродота, Езопа, Лукіана, Еліана та інших.
Переклади фрагментів з праць Аристотеля, Цицерона, Плінія Старшого (співавт. Ю. Цимбалюк), діалог «Про танець» Лукіана із післямовою та коментарями вийшли окремою збіркою «Віхи в історії античної естетики» (1988).

### Підручники
Сливка Р. Ю., Кобів Й. У. Латинська мова. Підручник для медичних училищ. — Київ: Здоров'я, 1965. — 168 с.

## Літературознавчі статті
- Вергілій і його епічна поема (1972) [Архівовано 17 Квітня 2018 у Wayback Machine.]
- Визначна пам'ятка античного роману (1982) [Архівовано 17 Квітня 2018 у Wayback Machine.]
- Еразм Роттердамський і його сатиричне перо (1993) [Архівовано 26 Листопада 2016 у Wayback Machine.]

## Вибрані переклади

### У книжкових виданнях
- Мор, Томас (1988). Утопія [Utopia] (укр.). Переклад: Йосип Кобів. у збірці Утопія. Місто Сонця. Київ: Дніпро. с. 16—114.

- Кампанелла, Томмазо (1988). Місто Сонця [La città del Sole]. Вершини світового письменства  (укр.). Переклад: Йосип Кобів, Юрій Цимбалюк. Київ: Дніпро.

- Еразм Роттердамський, Дезідерій (1993). Похвала глупоті. Домашні бесіди (укр.). Переклад: Володимир Литвин, Йосип Кобів. Київ: Основи. ISBN 5-7707-3315-2.

- Платон (2017). Апологія Сократа. Діалоги (укр.). Переклад: Йосип Кобів, Юрій Мушак. Харків: Фоліо. ISBN 978-966-03-7836-0.

- Апулей (2023). Метаморфози, або Золотий осел (укр.). Переклад: Йосип Кобів, Юрій Цимбалюк. Львів: Фоліо. ISBN 978-617-551-522-8.

- Петроній Арбітр (2024). Сатирикон (укр.). Переклад: Йосип Кобів, Юрій Цимбалюк, Андрій Содомора. Львів: Апріорі. ISBN 978-617-629-829-8.

### У періодиці
- Платон (2006). Переклад: Йосип Кобів. Федр. Всесвіт (укр.). 11—12: 110—140.

- Платон (2007). Переклад: Йосип Кобів. Горгій. Всесвіт (укр.). 1—2: 45—89.

- Плутарх (2009). Переклад: Йосип Кобів. Життєписи: Тесей – Ромул. Всесвіт (укр.). 9—10: 36—78.